# Aurora Galli
Aurora Galli (født 13. december 1996) er en kvindelig italiensk fodboldspiller, der spiller angreb for italienske Juventus i Serie A og Italiens kvindefodboldlandshold.
Galli har tidligere spillet i de italienske klubber Verona, Mozzanica, Torres Calcio og Inter Milan.
Hun debuterede på det italienske A-landshold i 2014 og hun blev udtaget af den italienske landstræner, Milena Bertolini, til VM i fodbold for kvinder 2019 i Frankrig og EM 2017 i Holland.

## Meritter

### Klub
Torres
- Supercoppa Italiana 2013

Juventus
- Serie A: 2017-18, 2018-19, 2019–20
- Coppa Italia: 2018-19
- Supercoppa Italiana: 2019, 2020

### Individuelt
- AIC Best Women's XI: 2019[3]